# 英文京報
英文《京報》是德裔英國籍銀行家鄂葛嶺（Alfred J. Eggeling）於1913年在北京創辦的中英雙語報紙:41。
鄂葛嶺是出生於英國的德裔，在德華銀行北京分行擔任副理，他於1913年創辦《京報》以發表國際銀行集團的意見。:41

## 伍海德主編時期（1913-1914年）
《京報》首任主編伍海德（英語：Henry George Wandesforde Woodhead，簡稱）享有「英國頭號頑固派」的稱號，明確表示他希望「所辦報紙必須是英國報紙」:180。1914年夏季時英德交惡，隨時可能開戰，當時伍海德因病到海濱休養，伍海德推薦陳友仁代理主編，鄂葛嶺想知道他編輯的方針，陳友仁表示（當時）中國對第一次世界大戰保持中立，《京報》也應保持中立立場。鄂葛嶺說，如果他必須賣掉報紙，他會賣給降低英國在中國影響力的買主。陳友仁將談話內容轉告副總統黎元洪的英文秘書郭泰祺。伍海德回來上班後，鄂葛嶺將一本小冊子《關於英國的真相》交給伍海德印發，伍海德將其當德國宣傳處理，在同一期同時刊出他的社論《關於德國的真相》，引起兩人大吵。鄂葛嶺警告，他不會讓他出錢辦的報紙攻擊德國，伍海德反駁，說他身為愛國的英國記者有其義務。鄂葛嶺越來越親德反英，而伍海德則越來越親英反德，兩人的衝突難以調和。:42-46袁世凱當總統時，曾褒揚伍海德，稱其「穩固華洋親善」、「向世界解說中國之難局」:172。陳友仁向鄂葛嶺表示，把報紙關掉太可惜了，鄂葛嶺表示願意出售，陳友仁說我們不太喜歡英國，鄂葛嶺說這就行了。在郭泰祺的安排下，陳友仁取得資金買下《京報》，資金可能來自鹽稅，當時只有總統袁世凱與副總統黎元洪可以動用。陳友仁也取代伍海德成為主編。伍海德則轉而透過英國人辦的《京津泰晤士報》繼續攻擊德國。:42-46

## 陳友仁主編時期（1914-1917年）
陳友仁擔任主編後，選擇以《字林西報》作為他的主要攻擊目標，該報是英國在遠東地區利益的主要代言人。當時中國對外貿易主要通過上海租界，但是貿易的主要受益者是英國與日本而非中國，因此遭到該報的猛烈批評。有一次郭泰祺向黎元洪提到《京報》缺錢快經營不下去了，黎問郭怎麼不幫忙，於是郭泰祺從副總統的特支費中撥了五萬元給《京報》。:48
1912年10月，弗兰克·约翰逊·古德诺在卡內基國際和平基金會的推薦下，由中華民國總統袁世凱聘為憲法顧問，他起草的憲法於1914年1月在《京報》上發表。1915年古德諾應袁世凱之邀寫了一份備忘錄，該備忘錄被法制局譯成中文《共和與君主論》於1915年8月3日發表，並被籌安會利用作為支持袁世凱稱帝的理論。為了澄清，古德諾接受《京報》的採訪，於8月18日發表，否認強加於他的觀點。《京報》記者因籌安會事及憲法起草事，採訪問梁啟超，於9月3日在漢文版發表。梁啟超的這篇反對君主立憲的文章刊出後，北京《國民公報》隨即全文轉載，全國各報聞風響應，引發中國人對帝制的嘻笑怒罵。
1917年5月18日，陳友仁因發表文章Selling China（《出賣中國》），揭露段祺瑞內閣與日本秘密簽訂的《中日共同防敵軍事協定》與西原借款，批評其出賣國家，因此19日以妨礙公務罪被捕入獄四個月，該報也被查封。此案最後導致總統黎元洪罷免段祺瑞的國務總理職務。《京報》是首先報導《中日共同防敵軍事協定》的報紙。

## 影響
美國駐華外交官從1913年起在報告中就不時引用《京報》，其中包括袁世凱於1916年取消帝制令，黎元洪於1917年解散國會等新聞。美國駐華公使芮恩施在回憶錄中也提到，在美國於1917年2月與德國斷交後，京報鼓吹中國響應美國（中國於3月與德國斷交）。中國政府為瞭解列強對華態度，也密切關注包括《京報》在內的外國報紙。:172

## 出版社
該報兼營出版社:101-102。出版品包括伍連德主持的北滿防疫處的年度報告。

## 註解
1. ↑  不同來源對該報創辦年份有不同記載。依該報1915年8月14日的記載，創辦於1913年[2]，中研院檔案等也引用了1913年的《京報》[7][8]，依孫中山故居紀念館是1914年[9]。微縮膠片收錄了1915-1917年的《京報》[10][11]。